# Montjovet
Montjovet é uma comuna italiana da região do Vale de Aosta com cerca de 1.742 habitantes. Estende-se por uma área de 18 km², tendo uma densidade populacional de 97 hab/km². Faz fronteira com Challand-Saint-Victor, Champdepraz, Châtillon, Emarèse, Saint-Vincent, Verrès.

## Demografia
| Variação demográfica do município entre 1861 e 2011                               |
|                                                                                   |
| Fonte: Istituto Nazionale di Statistica (ISTAT) - Elaboração gráfica da Wikipedia |